# Gaidarbek Gaidarbékov
Gaidarbek Abduláyevich Gaidarbékov –en ruso, Гайдарбек Абдулаевич Гайдарбеков– (Kaspisk, URSS, 6 de octubre de 1976) es un deportista ruso que compitió en boxeo.
Participó en dos Juegos Olímpicos de Verano, obteniendo dos medallas, plata en Sídney 2000 y oro en Atenas 2004, ambas en el peso medio. Ganó una medalla de oro en el Campeonato Europeo de Boxeo Aficionado de 2004, en la categoría de 75 kg.

## Palmarés internacional
| Juegos Olímpicos   | Juegos Olímpicos   | Juegos Olímpicos | Juegos Olímpicos |
| Año                | Lugar              | Medalla          | Categoría        |
| ------------------ | ------------------ | ---------------- | ---------------- |
| 2000               | Sídney (Australia) | Medalla de plata | 75 kg            |
| 2004               | Atenas (Grecia)    | Medalla de oro   | 75 kg            |
| Campeonato Europeo |                    |                  |                  |
| Año                | Lugar              | Medalla          | Categoría        |
| 2004               | Pula (Croacia)     | Medalla de oro   | 75 kg            |